# Ahrenshoop
Das Ostseebad Ahrenshoop ist eine Gemeinde im Landkreis Vorpommern-Rügen in Mecklenburg-Vorpommern (Deutschland). Sie ist Teil des Amtes Darß/Fischland mit Sitz in Born a. Darß. Sie liegt auf der Halbinselkette Fischland-Darß-Zingst am Übergang vom Fischland zum Darß.
Quer durch die Gemeinde Ahrenshoop verläuft die historische Grenze zwischen Mecklenburg und Vorpommern. Der Ort Ahrenshoop gehörte zu Vorpommern, während die heutigen Ortsteile Althagen und Niehagen zu Mecklenburg gehörten.

## Geografie

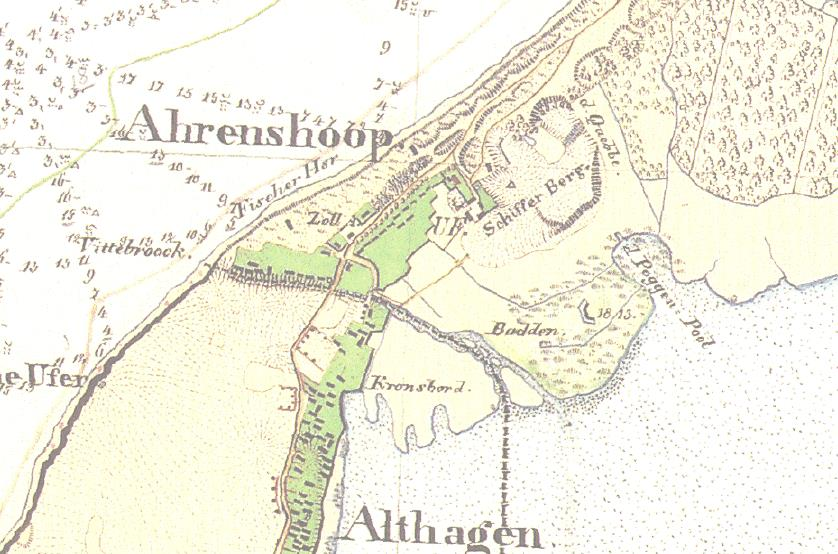
Grenzsituation vor Ahrenshoop und am Loop 1835

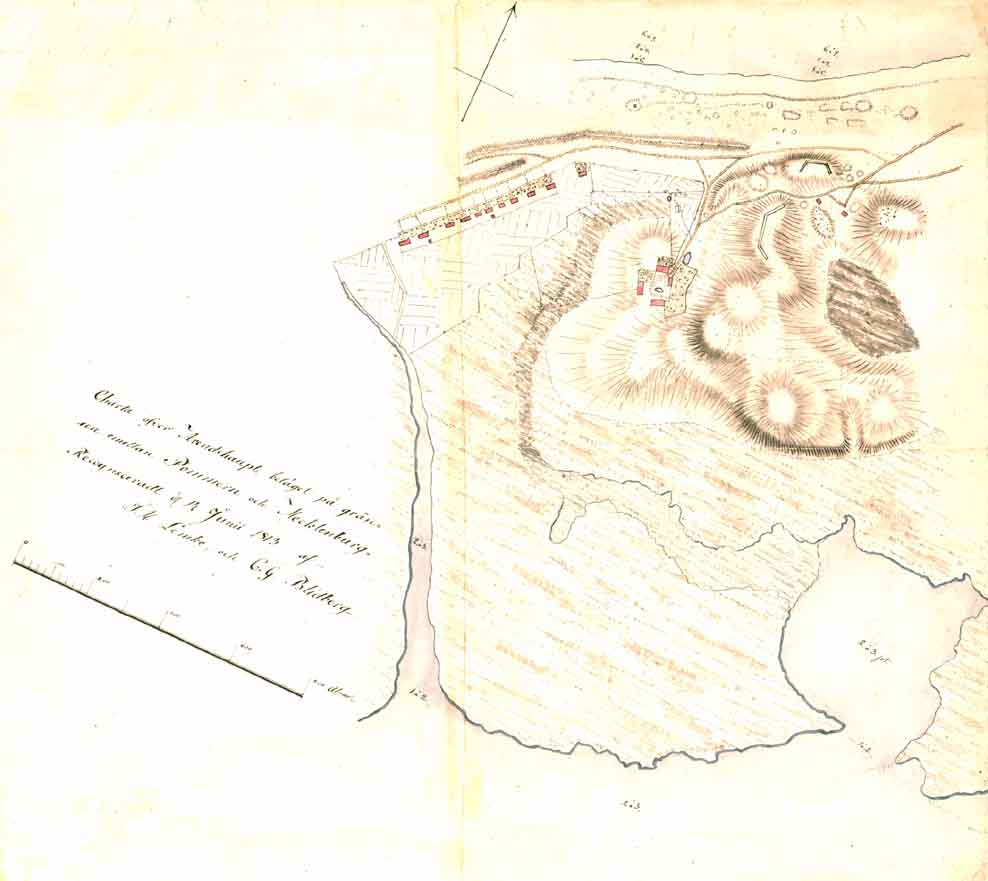
Ahrenshoop im Jahre 1813

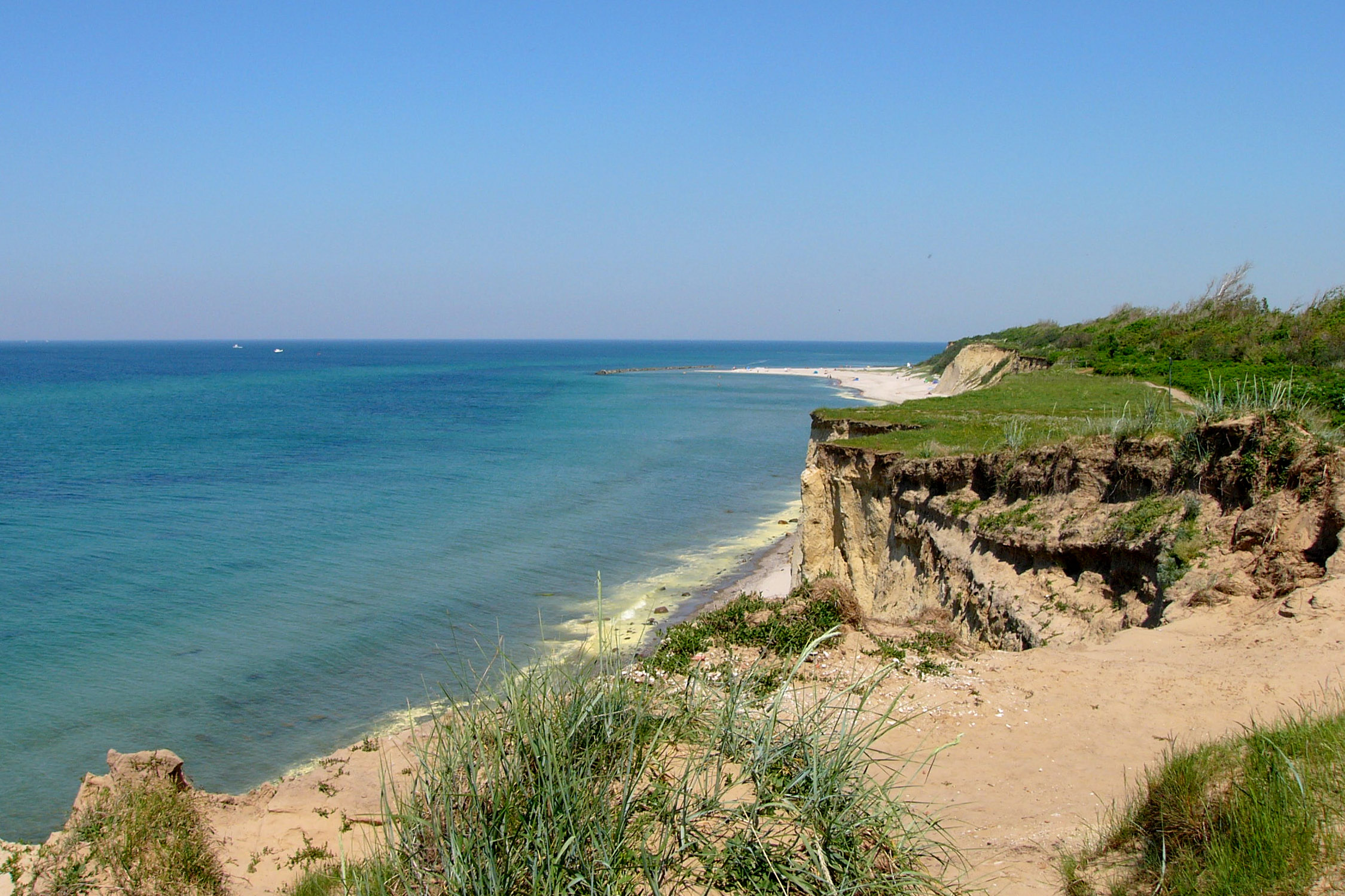
Steilküste und Strand bei Ahrenshoop

Das Seebad Ahrenshoop in der Region Fischland an der deutschen Ostseeküste der Mecklenburger Bucht liegt auf der Verbindung der Halbinsel Darß zum Festland. Ahrenshoop befindet sich an Ostsee- und Boddenküste (Saaler Bodden) und hat dadurch Wasser auf zwei Seiten. Die nächsten Mittelzentren sind Barth (über die Meiningenbrücke) und Ribnitz-Damgarten, die nächstliegende Großstadt ist Rostock. Das Seebad gliedert sich in die drei Ortsteile Althagen, Niehagen und Ahrenshoop. Der namensgebende Ortsteil Ahrenshoop liegt in Vorpommern, die Ortsteile Althagen und Niehagen liegen in Mecklenburg.
Ahrenshoop ist an den Ostseeküsten-Radweg angeschlossen, welcher innerhalb des Netzes der europäischen EuroVelo-Routen die gesamte Ostsee umrundet.

## Geschichte
Im Jahr 1390 wollte der pommersche Herzog Bogislaw VI. Ahrenshoop – 1311 als Arneshop schriftlich verbürgt – zu einer größeren Handelsstadt ausbauen, um vom gestiegenen Handelsaufkommen zu profitieren. Das damalige Arneshop lag etwas nordöstlicher des heutigen Ortes am ehemaligen Meeresarm Loop. Es war ein bedeutender Handelsort mit bis zu 500 Einwohnern. Bogislaw baute eine Burg mit Wallgraben. Die Herzöge lagen mit den Hansestädten Rostock, Stralsund und Greifswald wegen der Wulflam-Affäre in Zwist und suchten deshalb einen Hafen für ihren Handel. 1392 oder 1393 zerstörten 1000 Mann aus Rostock, deren Patrizier vor allem ihre Handelsprivilegien durch einen Seehafen am Darß beeinträchtigt sahen, den Hafen von Ahrenshoop und „verdämmten“ den Loop.
Nach der Schließung des Loop wurde die Zollbude dort abgebrochen und am damaligen Südrand des Ortes eine feste Zollstation (Grenze zwischen Pommern und Mecklenburg) errichtet. Der Ort an seiner heutigen Stelle wurde 1760 von Schiffern und Fischern gegründet und wuchs schnell an. Das Wrack der 1875 gesunkenen Water Nymph wurde 1976 entdeckt.
Ende des 19. Jahrhunderts siedelten sich im Ort Kunstmaler an und in der Folge entwickelte er sich  zum Seebad. 1909 wurde der Kunstkaten gebaut, in dem seither viele Ausstellungen stattfanden. Die Künstlerkolonie Ahrenshoop gehörte nicht zum mecklenburgischen Fischland, sondern als der westlichste pommersche Ort der Halbinsel Fischland-Darß-Zingst zum pommerschen Darß. Erst im Jahr 1950 erfolgte die Angliederung der mecklenburgischen Orte Althagen und Niehagen zu Ahrenshoop.
In der Zeit des Nationalsozialismus wurde in Althagen eine Reihe luxuriöser Sommerhäuser errichtet, die Offiziere aus dem Umfeld von Hermann Göring und Direktoren der I.G. Farben gekauft hatten. In der DDR wurden sie als Ferienhäuser Ärzten und Wissenschaftlern zur Verfügung gestellt, als Anreiz „damit sie das Land nicht verlassen“. Aber auch Künstler wie der Rostocker Theaterleiter Hanns Anselm Perten und Politiker wie der DDR-CDU-Vorsitzende Gerald Götting und Direktoren volkseigener Betriebe wohnten dort. Im Volksmund bekam die Siedlung den Namen „Millionenhügel“.
Ahrenshoop war (ohne Althagen und Niehagen) bis zum 1. Oktober 1945 Teil des Landkreises Franzburg-Barth und gehörte danach bis 1952 zum Landkreis Rostock. Ab dem 25. Juli 1952 gehörte die Gemeinde zum Kreis Ribnitz-Damgarten im Bezirk Rostock. Seit 1990 gehört Ahrenshoop zum Land Mecklenburg-Vorpommern. Im Rahmen der Kreisreform von 1994 kam Ahrenshoop zum Landkreis Nordvorpommern und 2001 schließlich zum Landkreis Vorpommern-Rügen.
Ahrenshoop war in der Zwischenkriegszeit und in der DDR ein Zentrum des Nacktbadens.

## Politik

### Gemeindevertretung und Bürgermeister
Der Gemeinderat besteht (den Bürgermeister inbegriffen) aus acht Mitgliedern. Die Wahl zum Gemeinderat am 26. Mai 2019 hatte folgende Ergebnisse:
| Partei/Bewerber          | Prozent | Sitze |
| ------------------------ | ------- | ----- |
| CDU                      | 41,92   | 4     |
| Förderkreis Ahrenshoop   | 13,47   | 2     |
| Einzelbewerber Fretwurst | 6,44    | 1     |
| Einzelbewerber Harenberg | 5,09    | 1     |

Bürgermeister der Gemeinde ist Benjamin Heinke (CDU), er wurde mit 87,70 % der Stimmen gewählt.

### Wappen, Flagge, Dienstsiegel
Die Gemeinde verfügt über kein amtlich genehmigtes Hoheitszeichen, weder Wappen noch Flagge. Als Dienstsiegel wird das kleine Landessiegel mit dem Wappenbild des Landesteils Mecklenburg geführt. Es zeigt einen hersehenden Stierkopf mit abgerissenem Halsfell und Krone und die Umschrift „Gemeinde Ostseebad Ahrenshoop“.
Wappen von Ahrenshoop, 2025

Link zum Bild

Seit März 2022 hat sich die Gemeindevertretung für die Erstellung eines Wappens entschieden. Im Januar 2023 ist die Entscheidung für den Wappenentwurf des Kommunalheraldikers Jörg Mantzsch aus einer Vielzahl weiterer Vorschläge gefallen. Am 15. Januar 2025 bestätigte ein Schreiben des Innenministers Christian Pegel die Eintragung des neuen Wappens in die Wappenrolle des Landes.

## Künstlerkolonie
→ Siehe auch Kunstmuseum Ahrenshoop

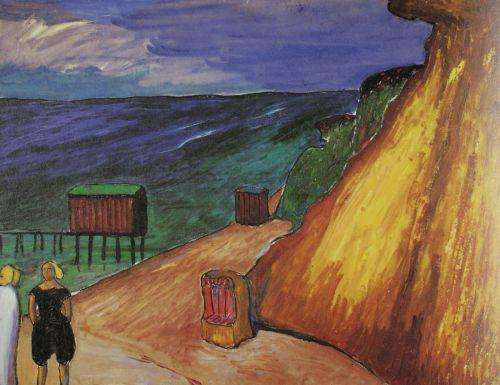
Marianne von Werefkin: Die Steilküste von Ahrenshoop, 1911

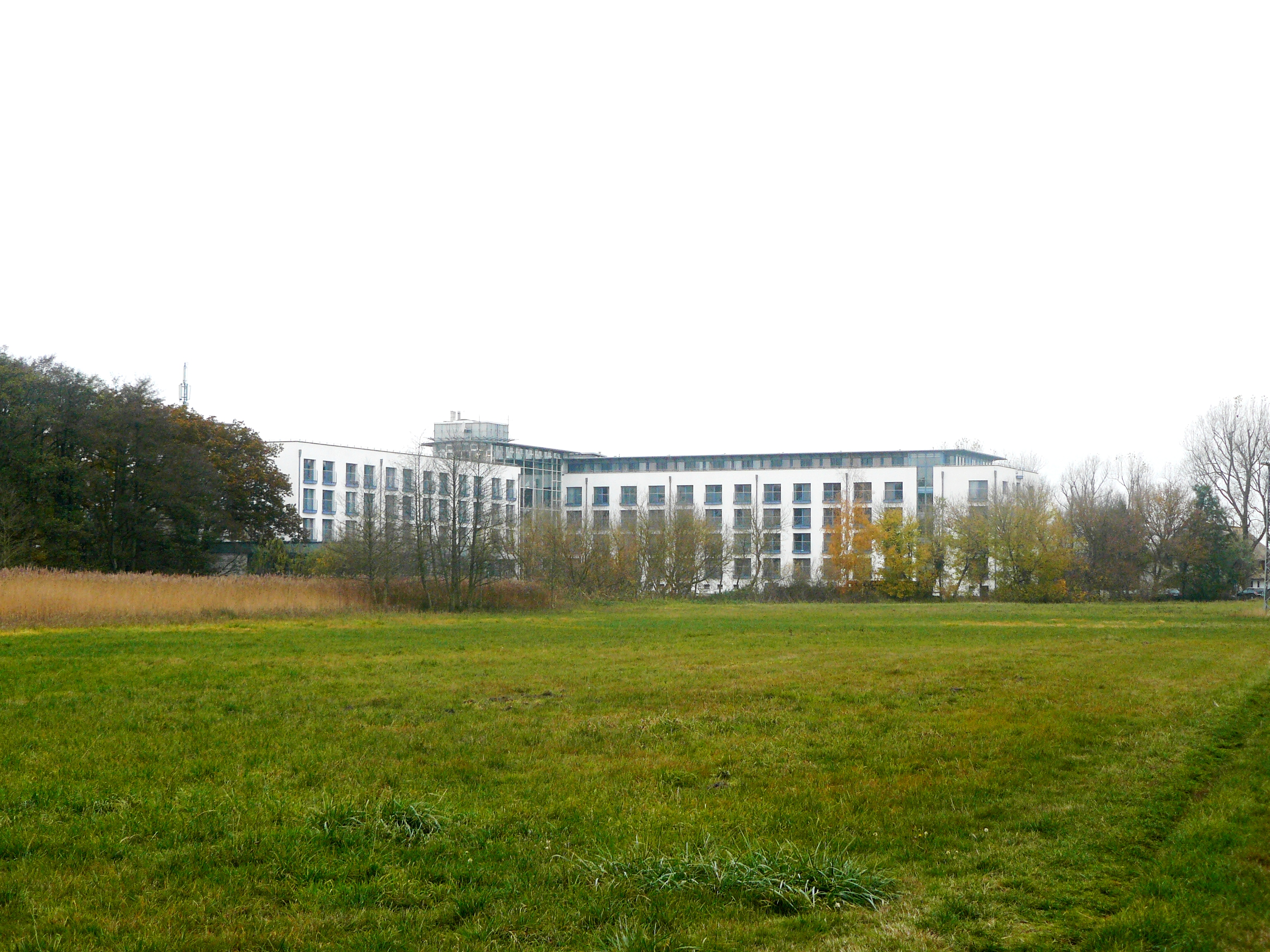
Hauptbau der Klinik, 2012

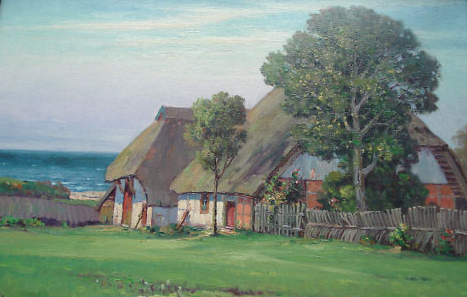
Arnold Lyongrün: Bauernkate bei Ahrenshoop, Ölgemälde 1922

Ende des 19. Jahrhunderts gründeten die Maler Paul Müller-Kaempff, Fritz Grebe, Thuro Balzer, Friedrich Wachenhusen, Oskar Frenzel und Theobald Schorn eine Künstlerkolonie und Malschule in Ahrenshoop. Zur Kolonie gehörten auch Louis Douzette, Elisabeth von Eicken, Hugo Jaeckel, Hugo Richter-Lefensdorf, Anna Gerresheim, Carl Rathjen, Doris am Ende, César Klein, Martin Körte, Theobald Schorn, Heinrich Schlotermann und Arnold Lyongrün.
Im Jahr 1911 verbrachten Marianne von Werefkin und Alexej Jawlensky, die der Neuen Künstlervereinigung München angehörten, ihre Ferien an der Ostsee. Sie wohnten im nahegelegenen Prerow in der ehemaligen Villa Seestern in der Waldstraße und besuchten nachweislich Ahrenshoop. Nur wenig entfernt hielt sich zur gleichen Zeit der Brücke-Maler Erich Heckel mit der Tänzerin Sidi Riha im Landhaus Dorneneck in der Grünen Straße auf. Ob er nach Ahrenshoop kam, ist nicht belegt. Werefkins Aufenthalt ist dagegen durch ihr Gemälde Die Steilküste von Ahrenshoop mit dem Damenbad gesichert.
Von 1923 bis 1948 lebte hier der Kunstmaler Hans Brass. Er begründete mit Martha Wegscheider die Bunte Stube und fungierte von 1927 bis 1930 als Amtsvorsteher sowie 1944 als Bürgermeister.
Von 1948 bis 1953 hatte der Rostocker Kunstmaler Rudolf Schmidt-Dethloff (1900–1971) sein Atelier in Ahrenshoop und gab dort auch Malunterricht.
Im Ortsteil Niehagen, im Boddenweg 1, lebte und arbeitete der Bildhauer Gerhard Marcks in den 1930er Jahren. In den 1960er Jahren hat Edmund Kesting die Sommer in Ahrenshoop verbracht und gearbeitet.
Im Ortsteil Althagen lebte die Schriftstellerin Käthe Miethe, die eine der bekanntesten Autorinnen von Literatur über Darß und Fischland wurde. Die Ahrenshooper Bibliothek wurde 2007 nach ihr benannt. Seit 1944 wohnten in Althagen auch der Grafiker Fritz Koch-Gotha und seine Frau, die expressionistische Malerin Dora Koch-Stetter sowie deren nächste Generation, die Keramiker Barbara und Arnold Klünder.
Von 1972 bis zu seinem Tod im Jahr 1984 lebte und arbeitete der Maler und Bildhauer Rudolf Brückner-Fuhlrott in Ahrenshoop, der Dresdner Maler Hans Kinder verlebte von 1957 bis 1985 die Sommermonate in seinem kleinen Atelierhaus am Grenzweg.
2017 wurde das Jubiläum 125 Jahre Künstlerkolonie Ahrenshoop gefeiert.

## Wirtschaft und Infrastruktur
Einen Großteil der Ahrenshooper Wirtschaft macht der Tourismussektor aus, wofür im Ort zahlreiche Unterkunftsmöglichkeiten errichtet worden sind.
 Im Jahr 1992 wurde am Rande des Ortes eine Rehabilitations-Klinik auf einem Gelände südlich der Dorfstraße nahe am Naturschutzgebiet Ahrenshooper Holz gegründet. Hier befand sich zu DDR-Zeiten seit den 1970er Jahren das Ferienheim des Chemiekombinats Buna, das wegen seiner Lage Dünenhaus hieß. Mit der Wiedervereinigung und der Abwicklung des Chemiekombinats wurde das Heim aufgegeben.
Am 2. April 1993 eröffneten die Reha-Klinikbetreiber einen Neubau, in dem die Fachabteilungen Innere Medizin/Kardiologie (80 Betten), Orthopädie (75 Betten), Neurologie (73 Betten) und Onkologie (65 Betten) untergebracht waren, später kam noch die Neurochirurgie hinzu. Nach zweifachem Eigentümer- und Betreiberwechsel steht die Kureinrichtung seit 2018 unter der Trägerschaft des österreichischen Unternehmens VAMED. Für die intensive Rehabilitationsmedizin sind rund fünfundzwanzig Personen im Einsatz: Krankengymnasten, Ergotherapeuten, Logopäden und Psychologen. – Der Baukomplex liegt inmitten einer Bodden-, Strand- und Waldlandschaft direkt am Nationalpark Vorpommersche Boddenlandschaft. Er bildet ein unregelmäßiges Kreuz mit dem längsten Trakt in Nordost-Südwest-Lage. Drei Hauptgebäudeteile sind viergeschossig, Richtung Dorfstraße wurde ein flacher Mehrzweckbau in die Ecke eingefügt (siehe Bild). Hier befinden sich unter anderem die Kantine und ein Therapiebecken. Im Außenbereich schließt sich ein Kneipp-Becken an. Vom früheren Ferienheim ist ein reetgedeckter zweietagiger Gebäudetrakt im Stil eines Fischerhauses erhalten geblieben. Er dient seit einer Sanierung als Sitz der Klinik-Verwaltung und beherbergt eine öffentlich zugängige Caféteria.
Nach eigener Aussage ist die VAMED-Rehaklinik eine der bedeutendsten Rehabilitationskliniken in Mecklenburg-Vorpommern.

## Verkehrsanbindung des Ortes
Auf dem Straßenweg ist Ahrenshoop über die Landesstraße L 21 zu erreichen. Diese zweigt in Altheide bei Ribnitz-Damgarten von der B 105 (Rostock–Stralsund) ab und verläuft entlang der Halbinselkette Fischland-Darß-Zingst bis nach Barth. Die Stadt Ribnitz-Damgarten ist 20 Kilometer und die Stadt Barth 35 Kilometer von Ahrenshoop entfernt. Alternativ erreicht man von Barth über die Landesstraße L 23 in Löbnitz die B 105 in Richtung Stralsund und Rügen. Die nächstgelegenen Autobahnanschlussstellen sind Sanitz an der A 20 und Rostock-Ost an der A 19.
Ahrenshoop ist über die Regionalbuslinie 210 (Ribnitz-Damgarten – Wustrow – Ahrenshoop – Prerow – Barth) der Verkehrsgesellschaft Vorpommern-Rügen (VVR) erreichbar.
Der nächstgelegene Bahnhof ist Ribnitz-Damgarten West an der Bahnstrecke Stralsund–Rostock. Dort verkehren die Regional-Express-Linien RE 9 und RE 10 sowie die Regionalbahnlinie RB 12. Überdies bedienen einzelne Fernverkehrs-Züge der Linien ICE 26 und IC 43 den Bahnhof.
Darüber hinaus besteht von Juni bis Oktober täglich eine Schiffsverbindung Zingst – Bodstedt – Born – Ahrenshoop (Hafen Althagen) – Ribnitz-Damgarten (und zurück).

## Sehenswürdigkeiten

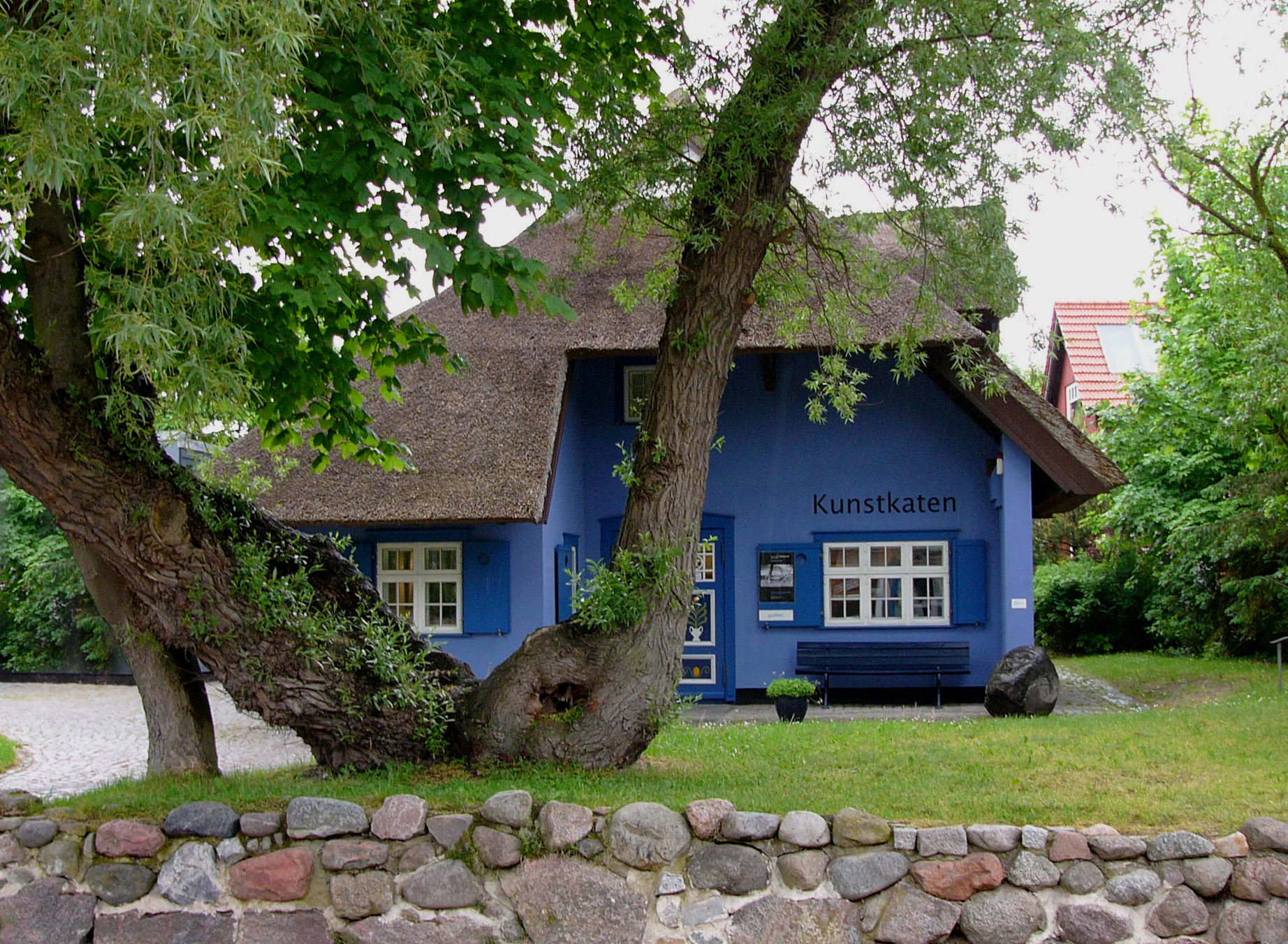
Kunstkaten

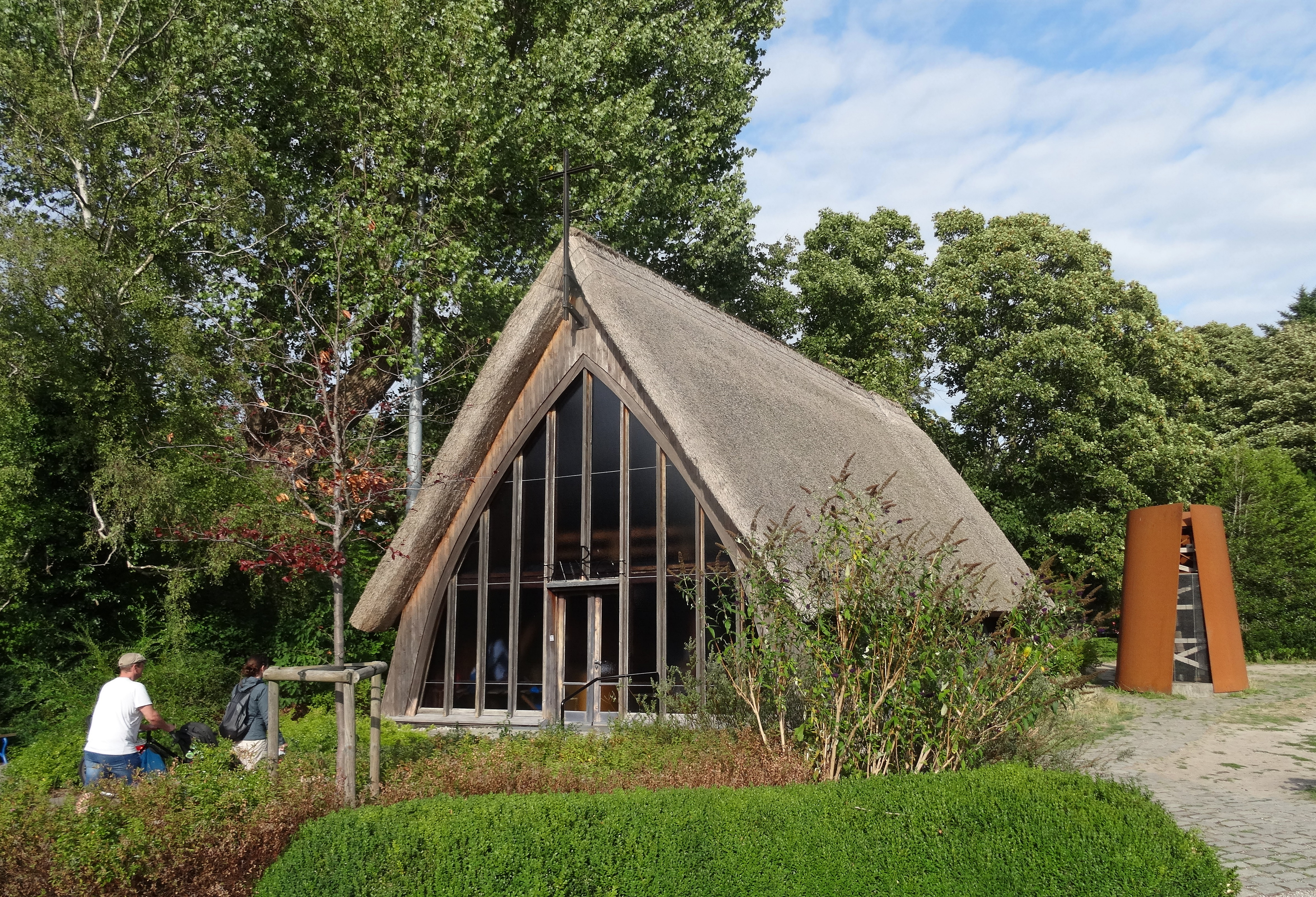
Schifferkirche Ahrenshoop

Tonnenabschlagen im Juli

→ Siehe auch Liste der Baudenkmale in Ahrenshoop
- Hierzu zählt das am 30. August 2013 eröffnete Kunstmuseum Ahrenshoop.
- Das Künstlerhaus Lukas ist eines der ältesten Künstlerhäuser in Deutschland und steht als Ort kulturellen Austauschs Künstlern als Stipendiaten-Haus zur Verfügung.
- Rohrgedeckte Fachwerk-Höfe in der Hauptstraße, Am Strom und im Bernhard-Seitz-Weg (sogenanntes Dornenhaus), sind weitere Sehenswürdigkeiten.
- Der Kunstkaten ist eine in regionaltypischer Bauweise mit rohrgedecktem Dach errichtete Kunstgalerie. Sie entstand 1909 als Ausstellungspavillon für die ortsansässigen Künstler nach Plänen der beiden Maler Paul Müller-Kaempff und Theobald Schorn.
- Die Bunte Stube ist eine traditionsreiche Verkaufsstätte anspruchsvoller Ferien-Mitbringsel. Sie wurde 1929 von Walter Butzek im Bauhaus-Stil erbaut.
- Das Alte Zollhaus in der Dorfstraße 6b, in dem schon Albert Einstein übernachtete, das heute als Ferienhaus vermietet wird
- Die Schifferkirche von 1951 mit ihrer eigenwilligen Gestaltung mit einem Tonnengewölbe aus Holz wurde von Hardt-Waltherr Hämer errichtet. Die Ausstattung plante die Bildhauerin Doris Oberländer.
- Künstler-Grabsteine auf dem Friedhof.
- Das Hohe Ufer hat eine bis zu 18 Meter hohe Kliffranddüne, die aus eiszeitlichen Sanden gebildet ist. Die starke Meeresbrandung der Ostsee hat zur Herausbildung des Kliffs geführt. Durch den stetigen Abtrag des alten Inselkerns des Fischlands bricht es besonders nach herbstlichen Stürmen immer wieder nach. Die Küstenlinie verlagert sich langsam nach Osten. In dem hohen Steilabbruch haben sich Uferschwalben eingenistet und Bruthöhlen gegraben. Vom Kliff aus kann man bei guter Sicht die dänische Ostseeinsel Falster erkennen.
- Ahrenshooper Holz; Waldgebiet seit 1958 Naturschutzgebiet am nordöstlichen Ortsrand von Ahrenshoop mit altem Baumbestand aus Rotbuchen und Eichen sowie ansehnlichen Stechpalmenbeständen.
- 100 Meter hoher Sendemast der DFMG ( Deutschen Telekom) bei 54° 23' 0" nördlicher Breite und 12° 25' 48" östlicher Länge, von dem bis zum 30. November 2014 das Programm 103.3 – Ihr Lokalradio auf 103,3 MHz abgestrahlt wurde. Ab dem 15. September 2015 sendete Radio Paradiso mit einer Sendeleistung von 600 Watt ERP auf dieser Frequenz.
- Althäger Hafen seit 1994 stattfindende Fischerregatta.[27]

Veranstaltungen
- Ahrenshooper Jazzfest, seit 1999 jährlich am vierten Juniwochenende
- Lange Nacht der Kunst, jährlich am dritten Samstag im August
- Ahrenshooper Filmnächte, seit 2003 jährlich im August, ab 2013 im September

## Bilder

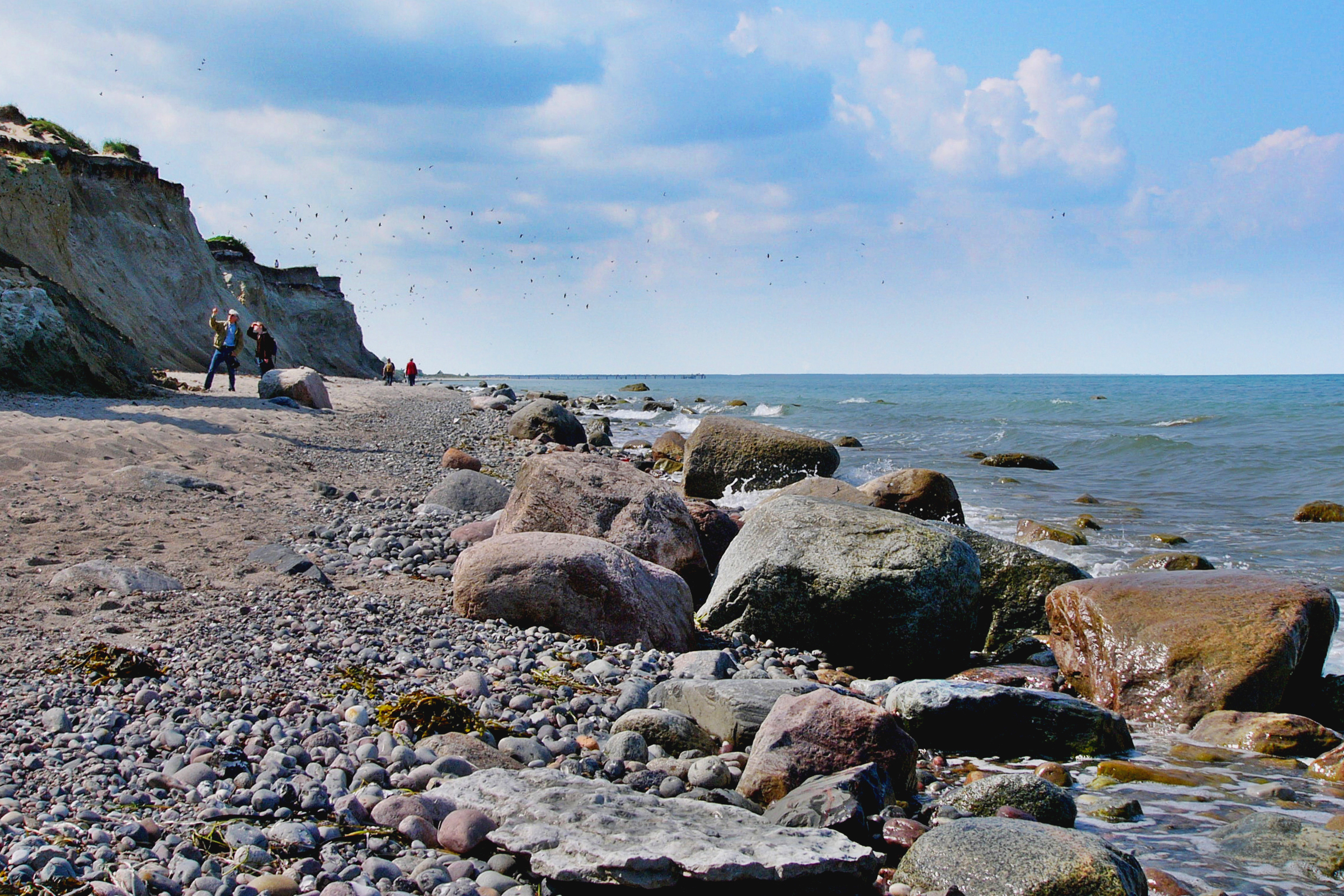
Steilküste bei Ahrenshoop mit Uferschwalben-Kolonie
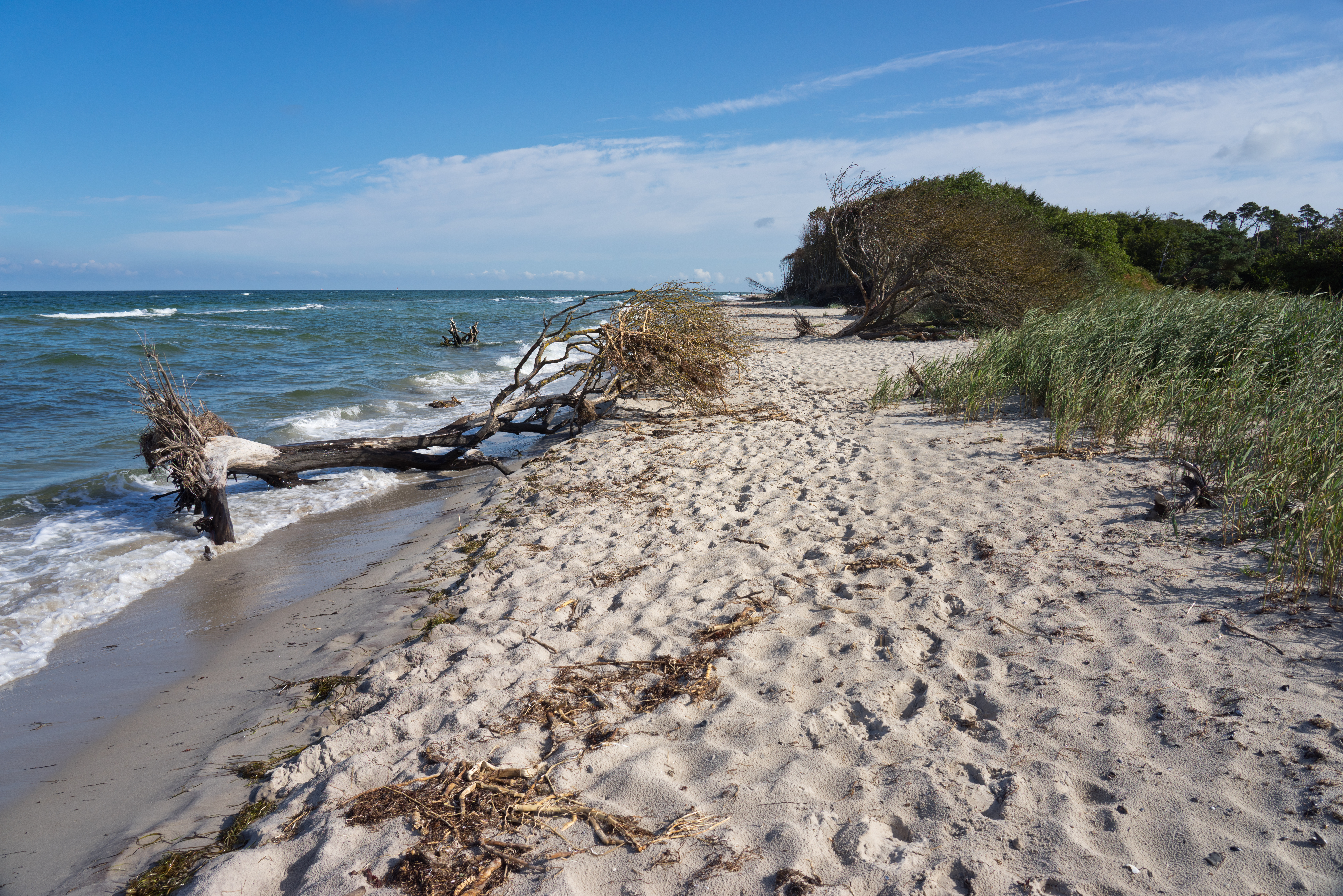
Weststrand des Darß nahe Ahrenshoop
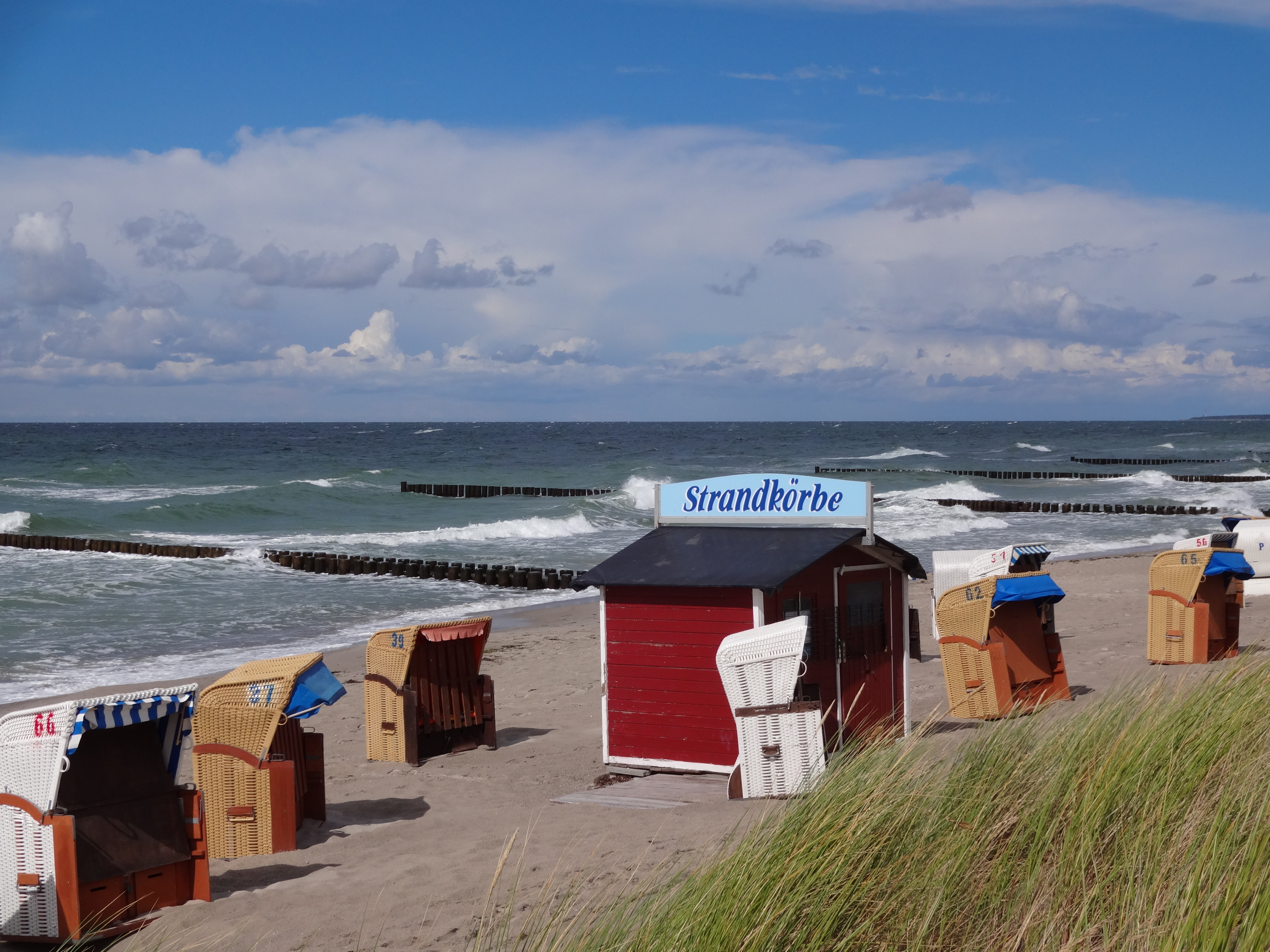
Strandkörbe am Weststrand
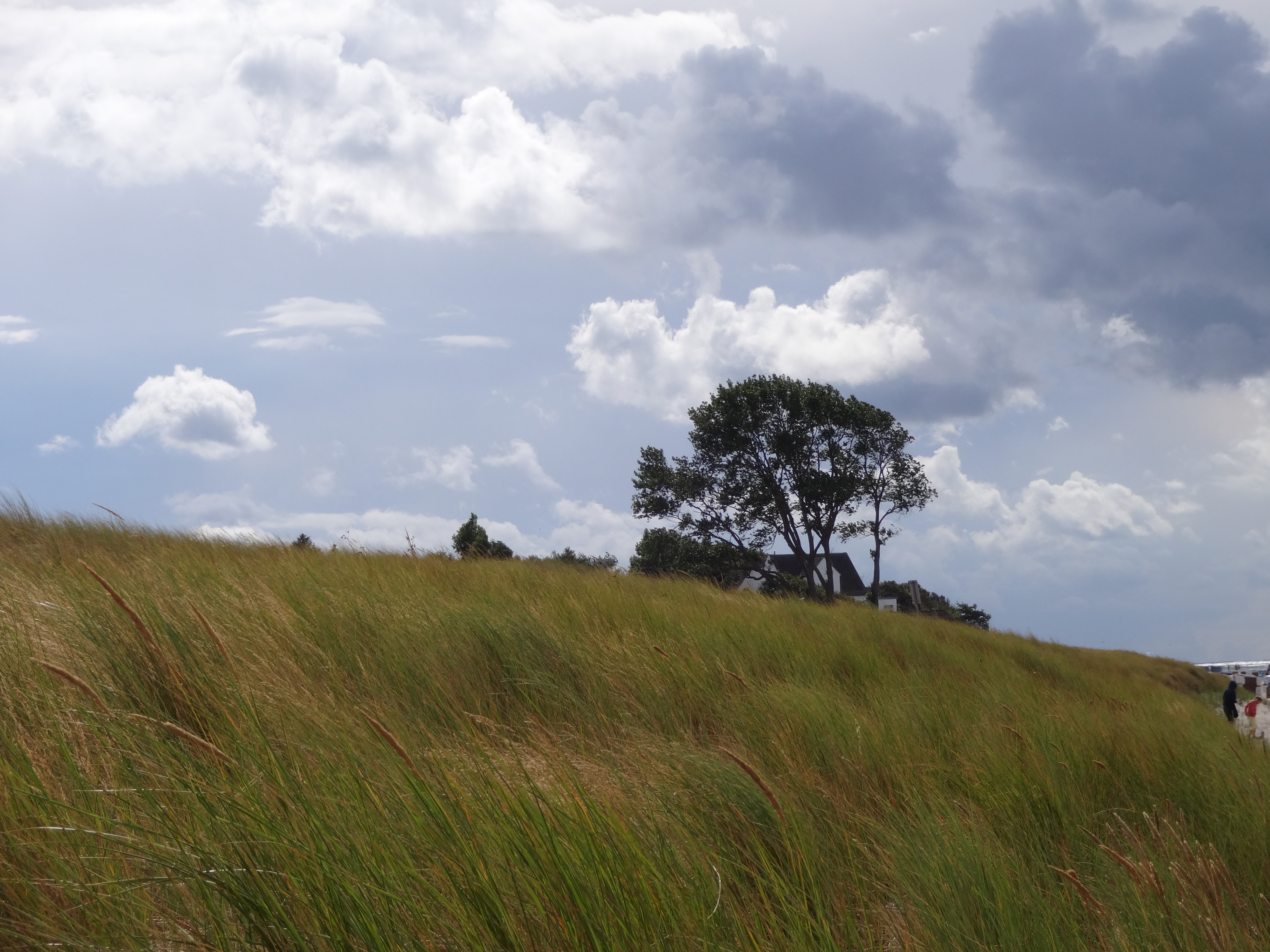
Deich am Weststrand
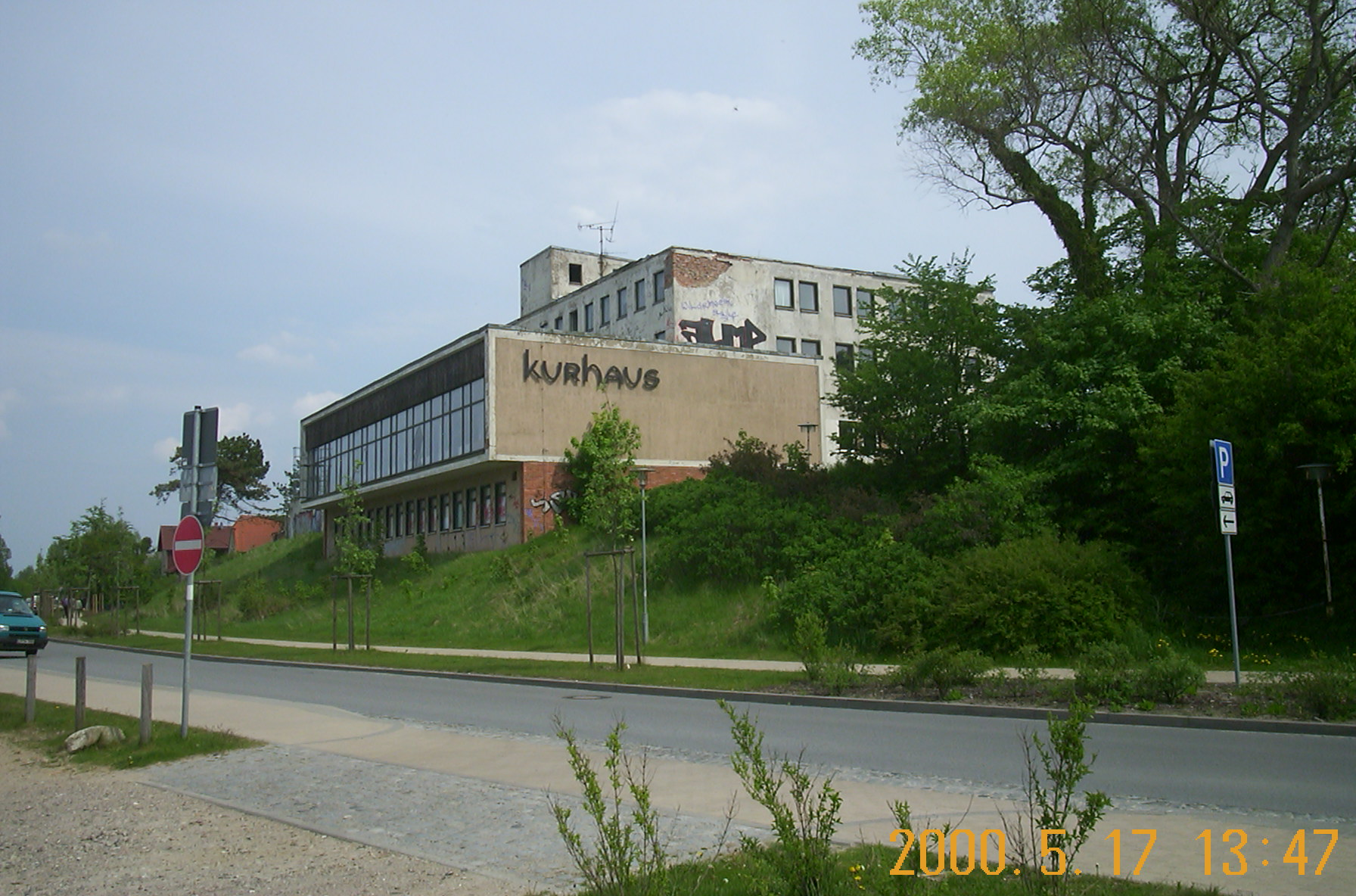
Ehemaliges Kurhaus. 2008 abgerissen
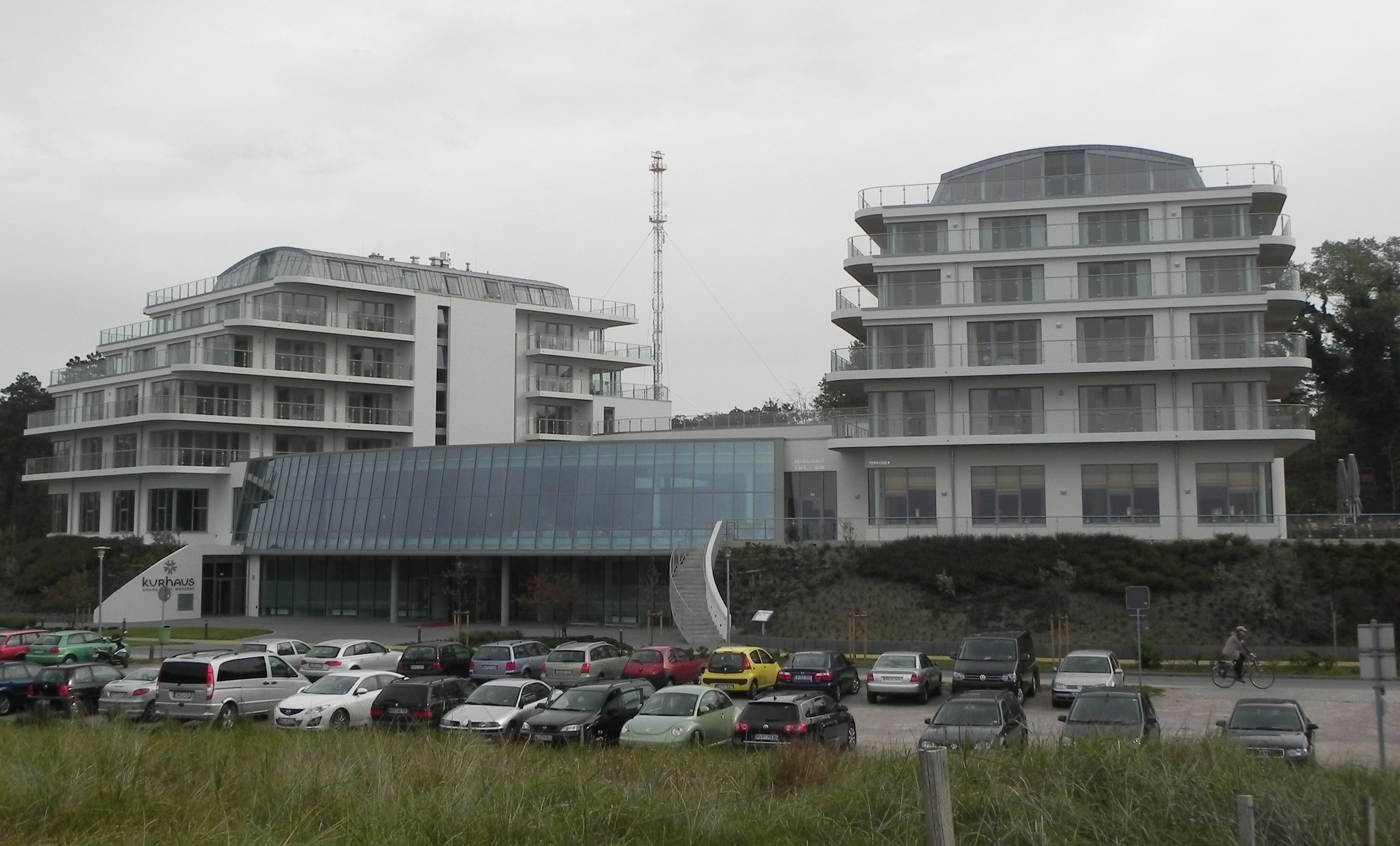
Nachfolgebau des Kurhauses (2010)
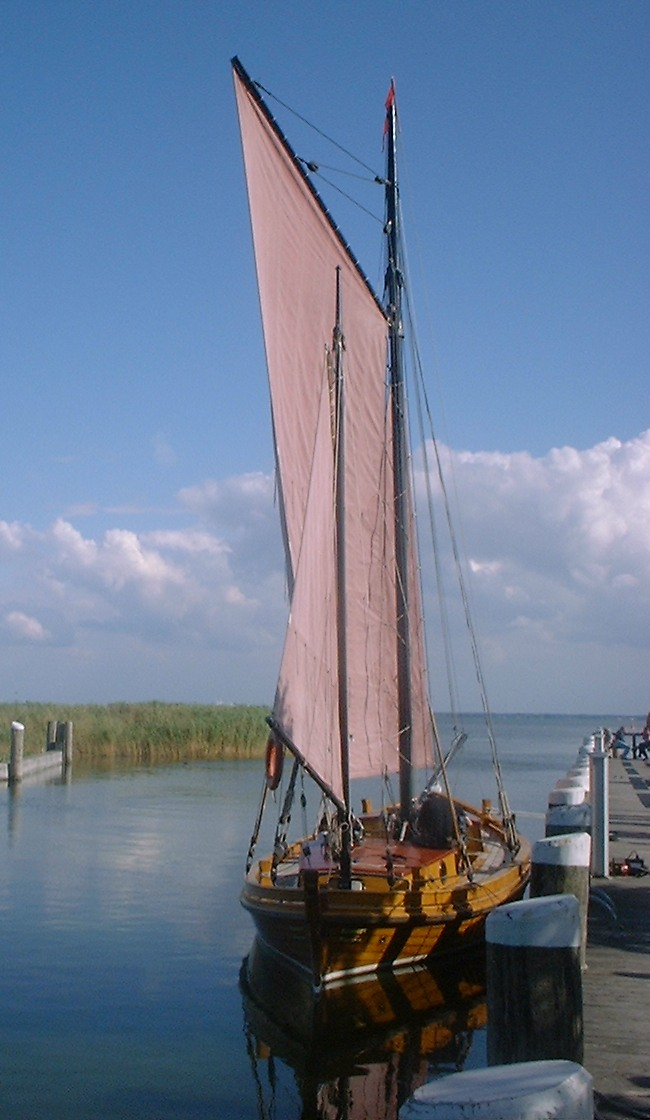
Zeesboot „Sannert“ im Hafen Althagen
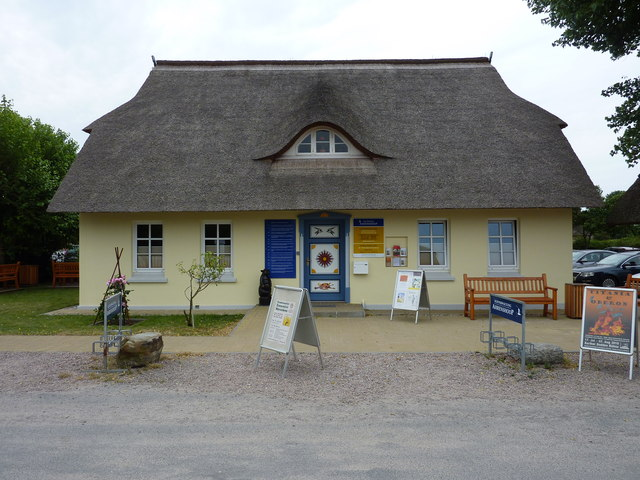
Kurverwaltung von Ahrenshoop
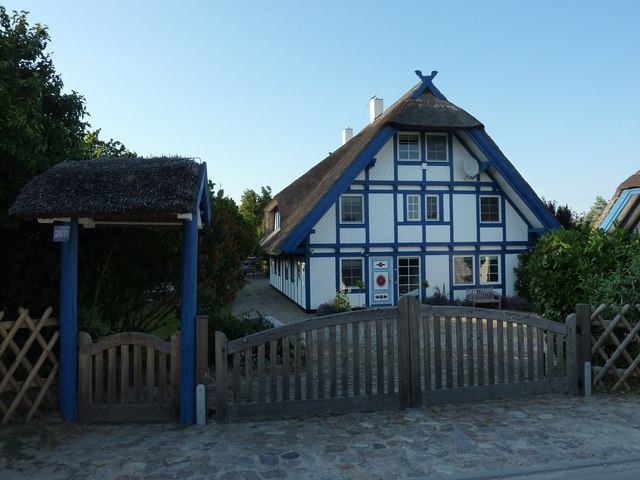
Ein typisches reetgedecktes Haus in Niehagen
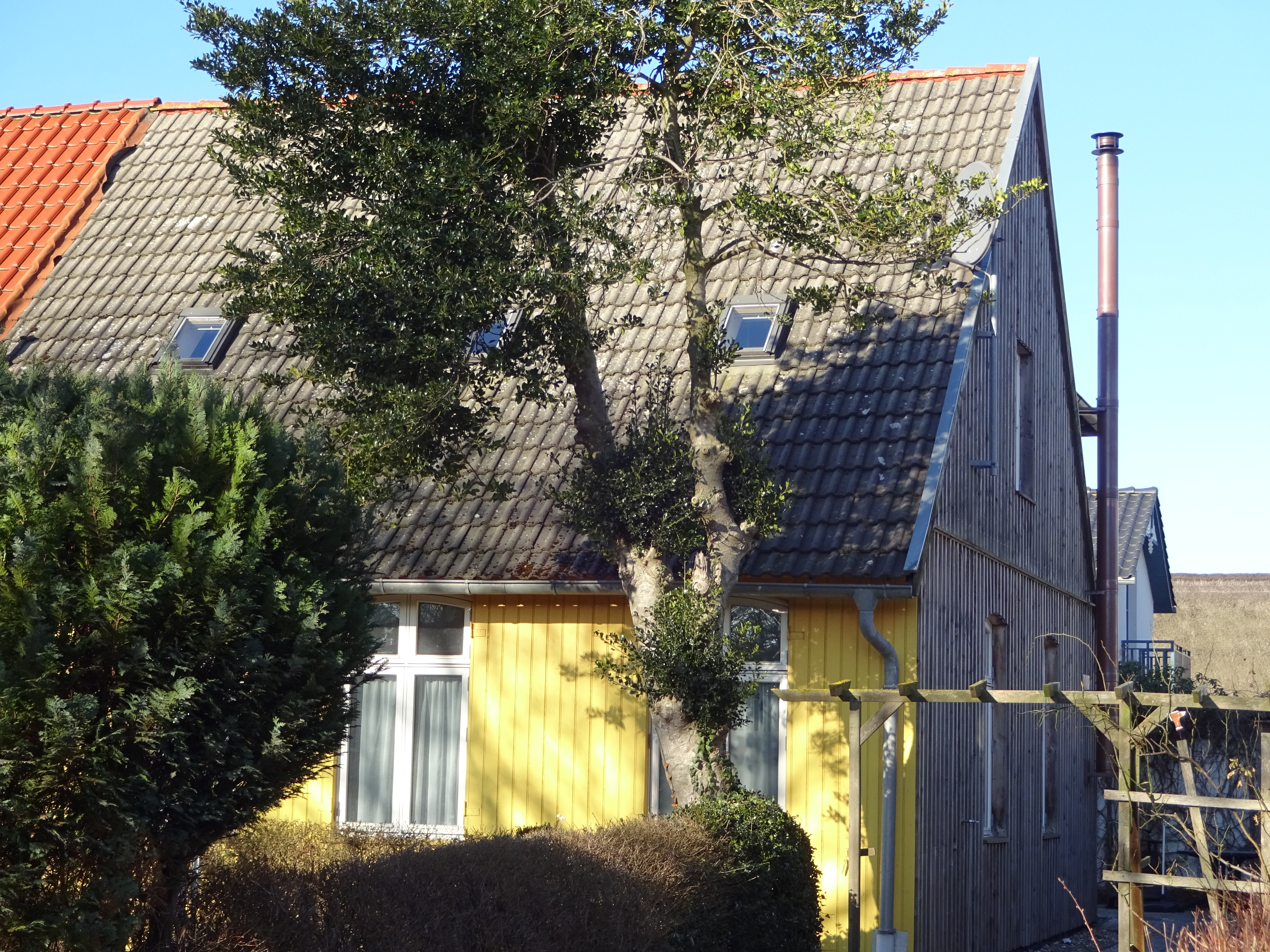
Altes Zollhaus Ahrenshoop, Dorfstraße 6b

## Persönlichkeiten
- Erne Wehnert (1900–1985), Schulleiterin und Lehrerin der Schulen in Althagen und Ahrenshoop, nach ihr wurde der Erne-Wehnert-Weg im Ortsteil Niehagen benannt
- Frida (geb. Lüttich, 1910–1989) und Wilhelm Löber (1903–1981) schufen in Ahrenshoop die Fischlandkeramik
- Friedrich Schulz (1925–2014), Publizist, Journalist und Schriftsteller, verfasste das Ahrenshooper Künstlerlexikon, Ehrenbürger der Gemeinde Ahrenshoop
- Alexander Jannasch (* 1947), deutscher Jurist, Richter a. D. am Bundesverwaltungsgericht, in Ahrenshoop geboren
- Kristian Wegscheider (* 1954), Orgelbauer, in Ahrenshoop geboren